# Francis de Gaston, Caballero de Lévis

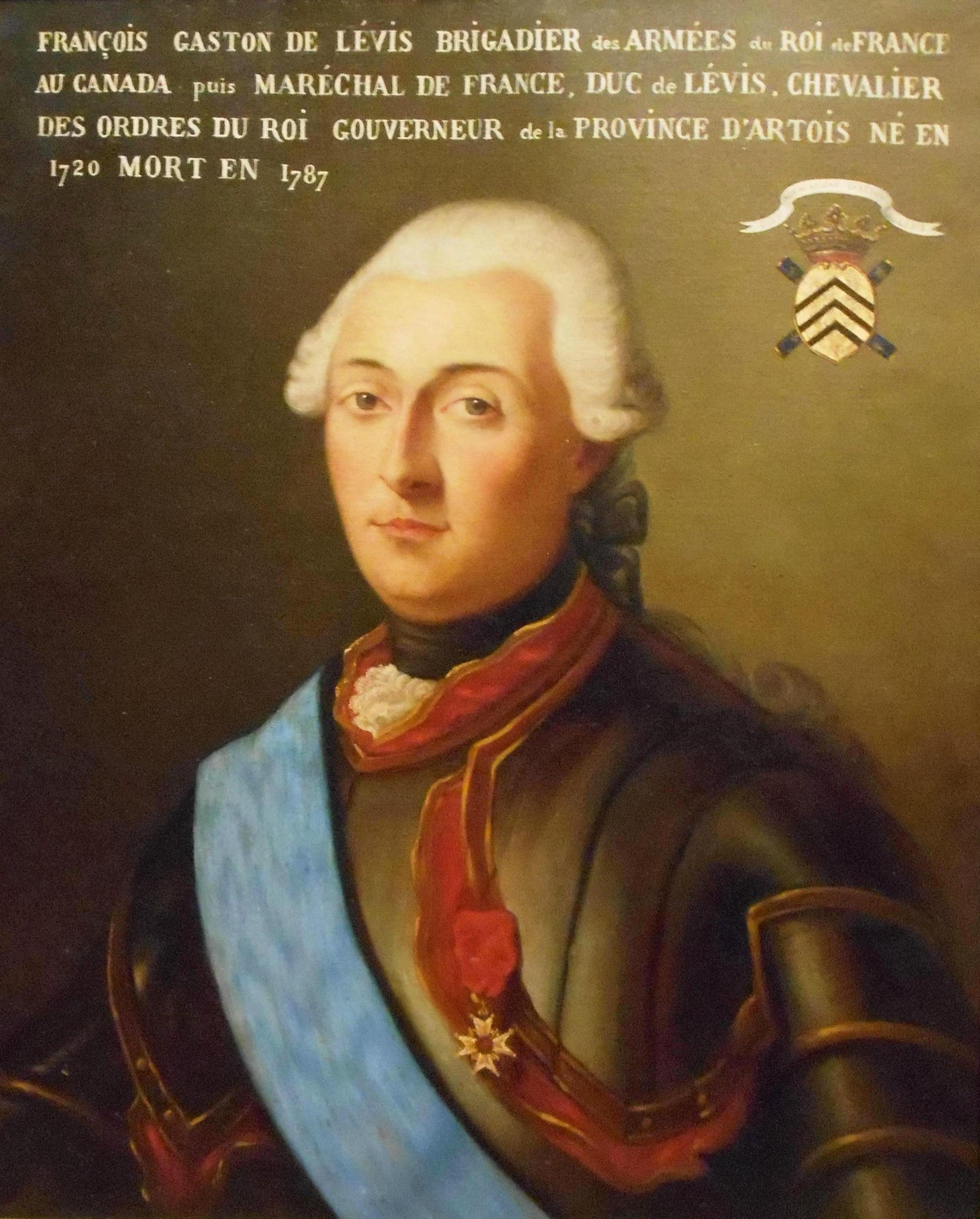
General Lévis

Francis de Gaston, Caballero de Lévis (Limoux, 20 de agosto de 1719-Arrás, 26 de noviembre de 1787) fue un Mariscal francés. Tuvo un importante papel en la Guerra de Sucesión Austríaca y bajo el mando de Louis-Joseph de Montcalm en la Guerra Franco-india.
Llegó a Canadá acompañando a Montcalm, enviados por el rey Luis XV de Francia. Esto provocó el enfrentamiento entre el Marqués de Vaudreuil, el gobernante de Nueva Francia y Montcalm, enfrentamiento del que pudo escapar Lévis, manteniendo buenas relaciones con ambos.
Vaudreuil envió a Montcalm a crear y reforzar las defensas más al sur del Lago George. Mientras, Lévis permaneció en la retaguardia al mando de 500 soldados. Antes de acabar su misión, Montcalm reclamó a Vaudreuil la presencia de Lévis, con quien llegó a Fort Carillon justo cuando éste estaba sufriendo un ataque inglés (año 1757). Durante la defensa del fuerte murió Lord Howe, uno de los más importantes militares británicos en América. Tras numerosos intentos de tomar el fuerte francés, los ingleses se acabaron retirando. Ésta fue una de las más importantes victorias francesas en la Guerra Franco-india.
En 1759, el Caballero de Lévis participó en la defensa de ciudad de Quebec junto a Montcalm. En la batalla de las Llanuras de Abraham que se sucedió, murieron tanto Montcalm como James Wolfe, el comandante británico que dirigió el combate. Tras este suceso Lévis fue nombrado comandante de las fuerzas francesas en Norteamérica.
Lévis entrenó a sus tropas en Montreal para prepararlos para una ofensiva para recuperar Quebec en 1760. En la primavera de ese año venció al ejército británico dirigido por James Murray en la batalla de Sainte-Foy. Pero, debido a la falta de artillería, Lévis no pudo atacar Quebec y esperó refuerzos de Europa, los cuales no llegaron a tiempo, por lo que tuvo que retirarse.
Lévis volvió a Francia, donde fue nombrado Duque de Lévis. En Europa llevó una vida tranquila. Murió en Arrás en 1787.